# Peter Sanders
Peter Sanders (* 1967) ist ein deutscher Informatiker und Professor am Karlsruher Institut für Technologie. Dort leitet er am Institut für Theoretische Informatik den Lehrstuhl Algorithmik II.

## Leben
Sanders wuchs in Ahlen und Oelde auf und studierte und promovierte an der damaligen Universität Karlsruhe (TH) (heute Karlsruher Institut für Technologie, KIT) Informatik. Im Jahr 2000 habilitierte er an der Universität des Saarlandes.
Von 1997 bis 2004 war er am Max-Planck-Institut für Informatik in Saarbrücken als Forscher tätig. 2004 übernahm er dann die Leitung des Instituts für Theoretische Informatik am KIT.
Seine Forschungsschwerpunkte betreffen vielfältige Aspekte der Algorithmik, vor allem grundlegende Algorithmen, Datenstrukturen und Kommunikationsstrategien in Netzwerken.

## Auszeichnungen
- 1986: Bundessieger beim 4. Bundeswettbewerb Informatik 1985/1986[4]
- 2004: Forschungspreis „Technische Kommunikation 2004“ der Alcatel SEL Stiftung[5]
- 2008: Google Research Award für 2008 (Forschungsgruppe)[6]
- 2011: Google Research Award für 2011 (Forschungsgruppe)[7]
- 2011: Gottfried-Wilhelm-Leibniz-Preis für 2012[2]
- 2012: Landesforschungspreis Baden-Württemberg in der Sparte anwendungsbezogene Forschung

## Schriften
Sanders ist Autor und Koautor von mehr als 130 Zeitschriftenaufsätzen und mehreren Büchern.
- mit Thomas Worsch: Parallele Programmierung mit MPI – ein Praktikum. Logos, Berlin 1996, ISBN 978-3-931216-76-4.
- mit Kurt Mehlhorn: Algorithms and Data Structures. The Basic Toolbox. Springer, Berlin/Heidelberg 2008, ISBN 978-3-540-77977-3, doi:10.1007/978-3-540-77978-0.
- mit Daniel Delling, Dominik Schultes, Dorothea Wagner: Engineering Route Planning Algorithms. Springer, Heidelberg 2009 (online, PDF; 392 KB).